# Коробейченко, Александр Николаевич
Коробейченко, Александр Николаевич (5 марта 1900 — 11 апреля 1971) — советский украинский оперный певец, актёр. Заслуженный артист РСФСР (1939). Заслуженный артист Украинской ССР. Первый учитель Анатолия Соловьяненко.

## Биография
Родился в Киеве в семье железнодорожного слесаря. Отец — Николай Маркович — работал на Подоле на речной станции, обслуживающей торговые суда, которые ходили по Днепру. Мать была домохозяйкой.
С 14 лет отец внушал мальчику, что он должен научиться сам зарабатывать себе на жизнь. Саша поступил в техникум и после его окончания несколько лет трудился гидротехником. Потом работал киномехаником. Неожиданно у него прорезался прекрасный голос, но он не собирался становиться певцом и поступил в политехнический институт. Проучившись полгода, все же пошёл в Киевскую консерваторию на прослушивание и был зачислен. Отец считал карьеру певца делом несерьезным и малодоходным, но сын убедил его, что будет подрабатывать — и быстро научился сапожному ремеслу. Днем посещал консерваторию, а вечерами шил модельные туфли, сапоги и на эти деньги жил. Только на 4 курсе, когда его пригласили петь в театре, он бросил сапожное дело (однако впоследствии всю жизнь шил и чинил обувь для себя, супруги, коллег и очень этим гордился). Коробейченко попал в класс профессора Владимира Цветкова, который, в свою очередь, был учеником Камилло Эверарди — профессора вокала из Бельгии, который пел на всех оперных сценах Европы и России, а после завершения карьеры он принял решение остаться в Киеве и начал преподавать в музыкальном училище (в 1912 году оно стало консерваторией). Таким образом Коробейченко стал наследником итальянской школы пения, и традиции Эверарди передал затем своему ученику — Анатолию Соловьяненко.
Пел во многих оперных театрах СССР:
сезоны 1924—1926 — в Киевском государственном театре оперы и балета
сезон 1926—1927 — в оперных театрах Киева и Одессы
сезон 1927—1928 — в Свердловском оперном театре
сезоны 1928—1930 — в Баку
сезон 1931—1932 — в Свердловском оперном театре имени А. В. Луначарского
сезон 1932—1933 — в Харьковской государственной опере
сезоны 1933—1936 — в Киевском театре имени К.Либкнехта
сезоны 1936—1946 — в Ленинградском Малом оперном театре; параллельно с 1942 по 1946 — в Ленинградском академическом театре оперы и балета имени С. М. Кирова
сезоны 1946—1960 — в Сталинском (Донецком — с 1961) государственном русском театре оперы и балета.
Был первым на территории Советского Союза исполнителем партии Калафа в опере Пуччини «Турандот»
Притеснялся властями, звание заслуженного артиста получил с большой задержкой относительно других артистов. Причиной послужил отказ спеть на званом ужине по просьбе Климента Ворошилова. В 1960-м году вынуждено покидает сцену, после чего долго болеет.
Вспоминает вдова певца Наталья Гришковская: 

 Когда Саши не стало, я побежала в театр. Но там сказали: «Машины, чтоб свезти Коробейченко на Мушкетово, у нас нет». За гроб театру, которому Саша отдал всю жизнь, я заплатила полной мерой. Правда, к нам домой они пришли, но: «Извините, ничем помочь мы вам не сможем!» И вот тут моя сестра уже не сдержалась: «Так чего же вы тогда пришли, посмотреть на человеческое горе?! Выйдите отсюда!» На кладбище мне было очень плохо, но фальшь, она ведь и в горе слышна, когда заиграл оркестр, к музыкантам обратилась я с мольбой: «Замолчите, так фальшивить невозможно!»  